# 가노촌 (기후현 이비군)
가노촌(加納村)은 일본 기후현 이비군에 설치되었던 촌이다. 현재의 오노정의 일부에 해당한다.